# Freestyle (paraquedismo)
Freestyle é uma modalidade do paraquedismo.
A evolução das técnicas de voo em queda livre somada a criatividade e habilidade de alguns atletas deu origem ao Freestyle. É vôo tridimensional onde uma equipe formada por dois integrantes realizam diversas evoluções, sendo que um deles, o "freeflyer", realiza movimentos que assemelham-se a ginástica olímpica, saltos ornamentais e até mesmo ballet. 
E o outro, o "cameraman" (cinegrafista), que é responsável pela filmagem, que neste caso não serve apenas para registrar o salto do freeflyer, mas também é avaliada qualidade artística da filmagem.
O freestyle exige muitas vezes grande mobilidade e elasticidade do corpo do atleta "freeflyer", assim como grande criatividade por parte do cameraman.